# Lüneburger SK
Lüneburger SK was een Duitse voetbalclub uit Lüneburg in de deelstaat Nedersaksen. De club werd in 1901 opgericht en fusioneerde in 2008 met Lüneburger SV tot het huidige FC Hansa Lüneburg.

## Geschiedenis
De club werd op 1 april opgericht als Lüneburger FC. In 1912 werd de naam gewijzigd in Lüneburger SK. De club sloot zich aan bij de Noord-Duitse voetbalbond en ging spelen in de competitie van Harburg-Lüneburg, de hoogst mogelijk klasse. Na een tweede plaats in het eerste seizoen werd de club kampioen in 1906/07 zonder ook maar één punt af te geven. De volgende twee seizoenen werd de club nog vicekampioen achter FC Borussia 04 Harburg, maar daarna zakte de club naar de middenmoot. Tijdens de Eerste Wereldoorlog werden de activiteiten gestaakt. In 1917/18 werd de competitie hervat en de club werd kampioen.
De voetbalbond voerde enkele wijzigingen door in de competitiestructuur en de club verzeilde enkele jaren in de tweede klasse. In 1927 promoveerde de club terug naar de hoogste klasse, nu in de competitie van Noord-Hannover. Na één seizoen degradeerde de club echter weer.
Een volgende optreden bij de elite volgde pas in 1951 toen de club naar de Oberliga Nord promoveerde. Daar werd de club afgetekend laatste. Het zou de laatste keer zijn dat de club op het hoogste niveau actief was. De club werd een liftploeg tussen de derde en de vierde klasse. In 2004 degradeerde de club voor het eerst naar de vijfde klasse. Door financiële problemen fusioneerde de club in 2008 met Lüneburger SV tot het huidige FC Hansa.

## Overzicht recente seizoenen
| - 1978-79 (IV) Landesliga Niedersachsen 2de - 1979-80 (IV) Landesliga Niedersachsen 1ste - 1980-81 (III) Am.Oberliga Noord 8ste - 1981-82 (III) Am.Oberliga Noord 12de - 1982-83 (III) Am.Oberliga Noord 14de - 1983-84 (III) Am.Oberliga Noord 16de - 1984-85 (III) Am.Oberliga Noord 13de - 1985-86 (III) Am.Oberliga Noord 14de - 1986-87 (III) Am.Oberliga Noord 13de - 1987-88 (III) Am.Oberliga Noord 14de - 1988-89 (III) Am.Oberliga Noord 18de - 1989-90 (IV) Verbandsliga Niedersachsen 7de - 1990-91 (IV) Verbandsliga Niedersachsen 4de - 1991-92 (IV) Verbandsliga Niedersachsen 3de - 1992-93 (IV) Verbandsliga Niedersachsen 4de - 1993-94 (IV) Verbandsliga Niedersachsen 3de - 1994-95 (III) Regionalliga Noord 8ste | - 1995-96 (III) Regionalliga Noord 8ste - 1996-97 (III) Regionalliga Noord 17de - 1997-98 (IV) Oberliga Niedersachsen/Bremen 1ste - 1998-99 (III) Regionalliga Noord 8ste - 1999-00 (III) Regionalliga Noord 6de - 2000-01 (III) Regionalliga Noord 17de - 2001-02 (IV) Oberliga Niedersachsen/Bremen 15de - 2002-03 (IV) Oberliga Niedersachsen/Bremen 15de - 2003-04 (IV) Oberliga Niedersachsen/Bremen 17de - 2004-05 (V) Niedersachsen-Liga-Ost 10de - 2005-06 (V) Niedersachsen-Liga-Ost 2de - 2006-07 (V) Niedersachsen-Liga-Ost 2de - 2007-08 (V) Niedersachsen-Liga-Ost 4de |

## Voormalige spelers
- Riccardo Baich
- Marinus Bester
- Elard Ostermann
- Patrick Owomoyela
- Jens Scharping
- Sebastian Selke
- Ralf Sievers
- Jan-André Sievers
- Jörg Sievers
- Rainer Zobel
- Hans-Jürgen Ripp

## Erelijst
Kampioen Harburg-Lüneburg
1907, 1818